# ロザリー・ラモルリエール

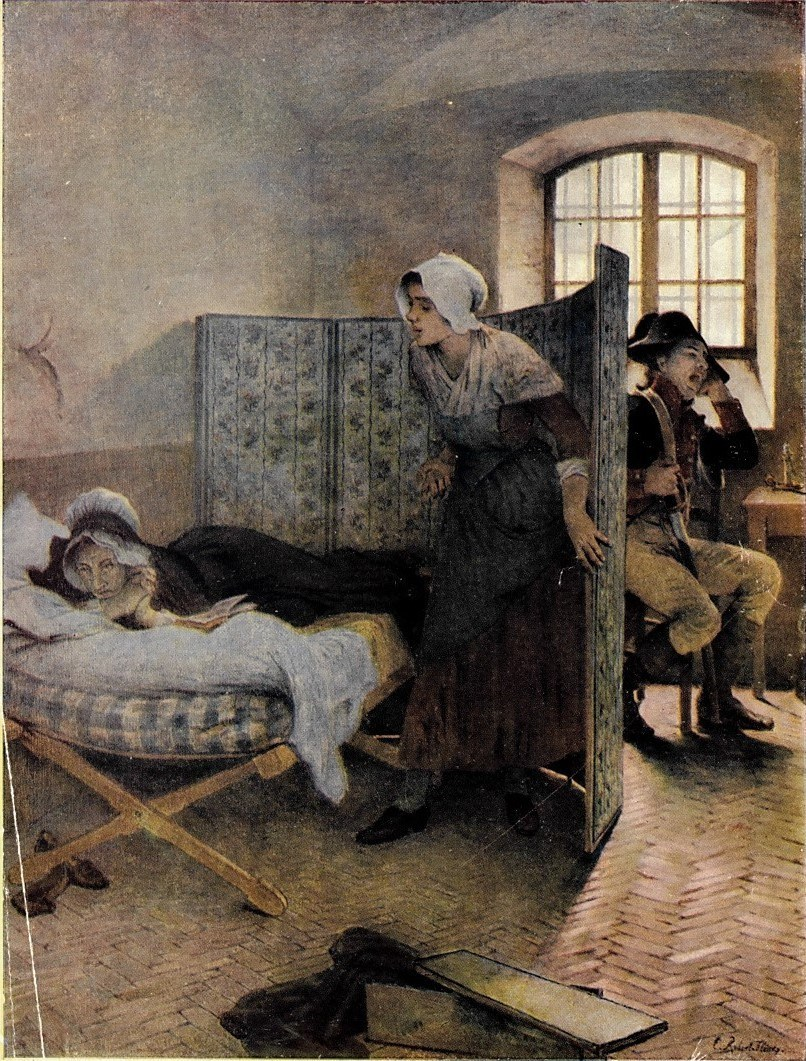
トニー・ロバート・フルーリによるマリー・アントワネット・ル・マタン・ド・ソンの執行 （詳細）。

ロザリー・ラモルリエール（Rosalie Lamorlière; 1768年3月3日 - 1848年2月2日）は、コンシェルジュリーでマリー・アントワネットに仕えた文盲の女中。
平民の靴職人の娘。本名はマリー・ロザリー・ドラモルリエール (Marie Rosalie Delamolliere) 。フランス革命当時に教会や聖職者が弾圧された宗教事情ゆえに聖母マリアを想起させるファーストネーム「マリー」と貴族の姓の前に付く「ド」と同じ響きの「ドラモルリエール」の「ド」を隠して「ロザリー・ラモルリエール」と名乗っていた。生涯独身だったが、一人娘がいた。後年、当時を振り返り手記を残した。アントワネットが処刑される日、彼女の髪を切り白いリボンを渡された。

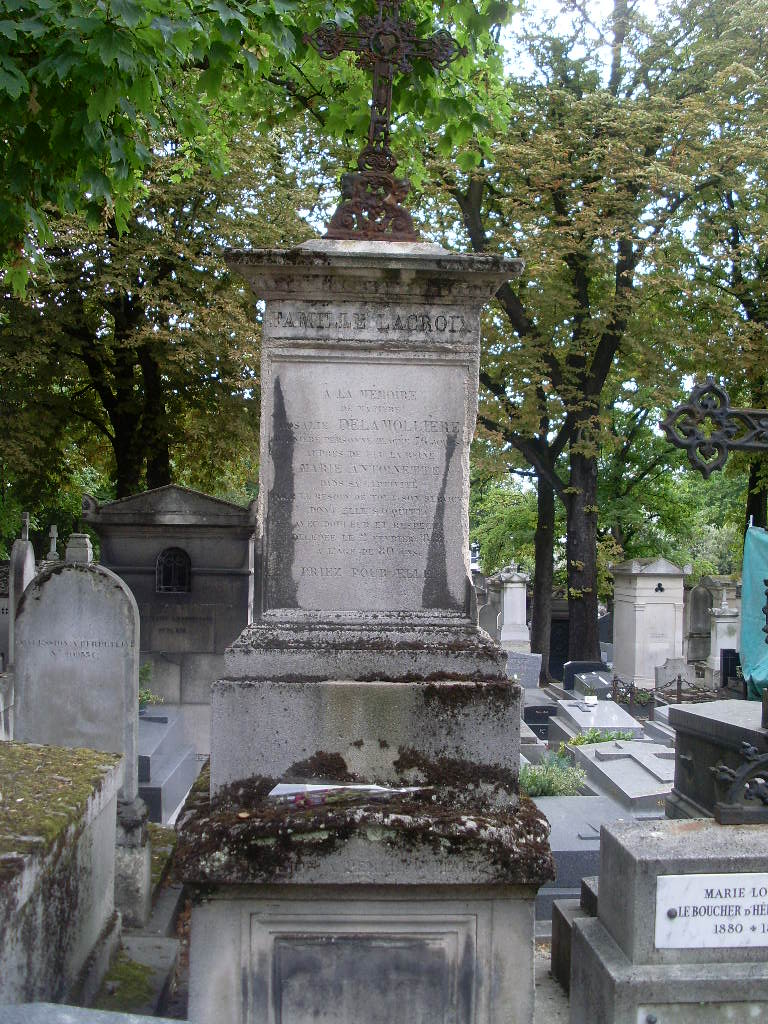
パリのペール・ラシェーズ墓地にあるラモリエールの家族の墓。